# Jozef Tóth
Jozef Tóth (* 1. května 1946) je bývalý slovenský motocyklový závodník, reprezentant v ploché dráze.

## Závodní kariéra
V Mistrovství Československa jednotlivců skončil v roce 1973 na 16. místě a v roce 1976 na 15. místě. V kvalifikačních závodech mistrovství světa jednotlivců skončil v roce 1973 na 14. místě v kontinentálním čtvrtfinále.